# Aspharun
Aspharun är en ö i Finland. Den ligger i Finska viken och i kommunen Raseborg i den ekonomiska regionen  Raseborg i landskapet Nyland, i den södra delen av landet. Ön ligger omkring 98 kilometer väster om Helsingfors.
Öns area är 1 hektar och dess största längd är 140 meter i sydöst-nordvästlig riktning. Närmaste större samhälle är Ekenäs, 15,0 km nordost om Aspharun.